# 3. Golden Globe-gála
A 3. Golden Globe-gálára 1946. március 30-án került sor, az 1945-ben mozikba került amerikai filmeket díjazó rendezvényt a los angelesi Knickerbocker Hotelben tartották meg.

## Filmes díjak
A nyertesek félkövérrel jelölve.
- Legjobb film: Férfiszenvedély
- Legjobb férfi főszereplő: Ray Milland - Férfiszenvedély
- Legjobb női főszereplő: Ingrid Bergman - Szent Mary harangjai
- Legjobb férfi mellékszereplő: J. Carrol Naish - A Medal for Benny
- Legjobb női mellékszereplő: Angela Lansbury - Dorian Grey képe
- Legjobb rendező: Billy Wilder - Férfiszenvedély
- Legjobb film a nemzeti összefogásban: The House I Live In

## Fordítás
Ez a szócikk részben vagy egészben  a(z)   3rd Golden Globe Awards című angol Wikipédia-szócikk fordításán alapul.  Az eredeti cikk szerkesztőit annak laptörténete sorolja fel. Ez a jelzés csupán a megfogalmazás eredetét és a szerzői jogokat jelzi, nem szolgál a cikkben szereplő információk forrásmegjelöléseként.